# 川西耳蕨
川西耳蕨（学名：Polystichum huae）为鳞毛蕨科耳蕨属下的一个种。

## 扩展阅读
- 維基物種上的相關：川西耳蕨